# The Actress (Fernsehserie)
The Actress (Originaltitel: Aktris) ist eine türkische Fernsehserie, die von der Produktionsfirma Beşiktaş Kültür Merkezi für die Walt Disney Company umgesetzt wurde. In der Türkei fand die Premiere der Serie am 31. Mai 2023 als Original durch Disney+ via Star statt. Im deutschsprachigen Raum erfolgte die Erstveröffentlichung der Serie am selben Tag durch Disney+ via Star.

## Handlung
Yasemin Derin, eine berühmte und mondäne Schauspielerin in der Türkei, führt seit vielen Jahren ein geheimes Doppelleben. Von der Öffentlichkeit unbemerkt, führt ihr zweites Leben, das Yasemin hinter dem Schein ihrer Berühmtheit zu verbergen weiß, zu einer Reihe von Ereignissen voller Gefahren und Geheimnisse.

## Besetzung
| Rolle         | Schauspieler         |
| ------------- | -------------------- |
| Yasemin Derin | Pınar Deniz          |
| Fatih         | Uraz Kaygılaroğlu    |
| Ahmet         | Tolga Tekin          |
| Taner         | Ahmet Rıfat Şungar   |
| Güneş         | Şebnem Hassanisoughi |
| Ekin          | İpek Çiçek           |

## Episodenliste
| Nr. | Deutscher Titel        | Originaltitel    | Erstveröffentlichung (Türkei) | Deutschsprachige Erstveröffentlichung (D/A/CH) |
| --- | ---------------------- | ---------------- | ----------------------------- | ---------------------------------------------- |
| 1   | Ohne Grund             | Sebebi Yok       | 31. Mai 2023                  | 31. Mai 2023                                   |
| 2   | Bald werde ich sterben | Yakında Öleceğim | 31. Mai 2023                  | 31. Mai 2023                                   |
| 3   | Zufälle                | Tesadüfler       | 31. Mai 2023                  | 31. Mai 2023                                   |
| 4   | Ein Hauch von Gefühlen | Biraz Duygu      | 31. Mai 2023                  | 31. Mai 2023                                   |
| 5   | Mi Amor!               | Mi Amor!         | 31. Mai 2023                  | 31. Mai 2023                                   |
| 6   | Fatih!                 | Fatih!           | 31. Mai 2023                  | 31. Mai 2023                                   |
| 7   | Der Traum vom Sterben  | Ölmenin Hayali   | 31. Mai 2023                  | 31. Mai 2023                                   |
| 8   | Glück                  | Mutluluk         | 31. Mai 2023                  | 31. Mai 2023                                   |